# Vibrafono
 Il vibrafono è uno strumento musicale a percussione a suono determinato della famiglia degli idiofoni. Esso è composto da barre in metallo intonate, poggiate in maniera ordinata su una struttura portante, solitamente in legno e metallo, che sostiene anche i tubi risonatori, il pedale e la relativa sordina. Le barre costituiscono i tasti, disposti proprio come una tastiera di pianoforte; sono percossi da battenti con la testa in feltro o gomma di diversa durezza, rivestita di filo (sintetico o naturale) e con manico prevalentemente in rattan, un legno particolarmente adatto per la sua robustezza e flessibilità. Alcuni esecutori preferiscono il manico rigido (abete o faggio) a seconda della tecnica usata per suonarlo. Il vibrafono fu inventato negli Stati Uniti nel 1921.

## Il suono

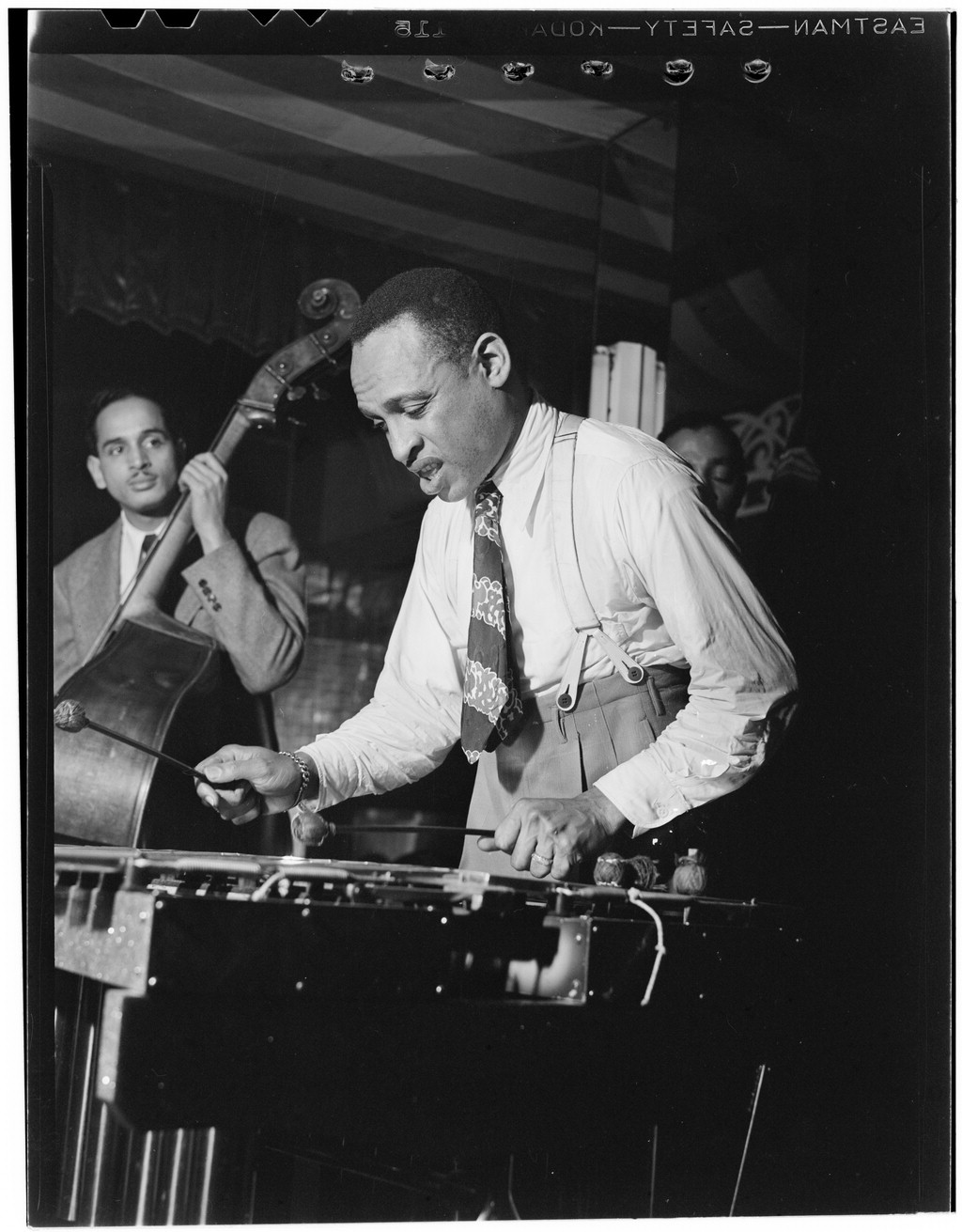
Il vibrafonista jazz e bandleader Lionel Hampton, New York, 1946

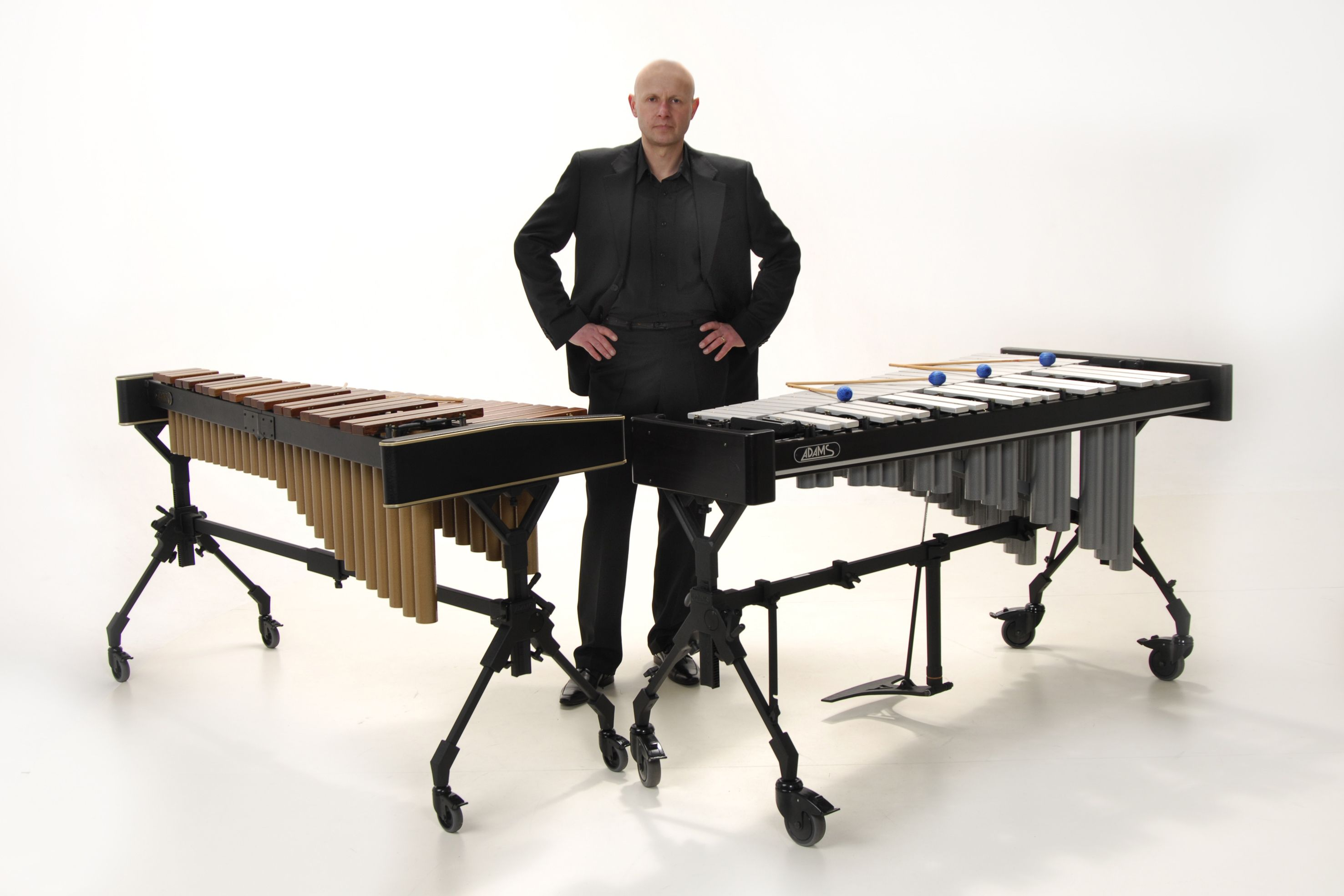
Rafael Lukjanik accanto a uno xilofono sulla sinistra e un vibrafono sulla destra

Il suono di ogni tasto viene amplificato da un tubo risonatore metallico (solitamente in alluminio) di lunghezza opportuna posto al di sotto del tasto stesso, chiamato anche canna di risonanza. Ogni tubo è tappato nella parte inferiore, mentre in quella superiore ospita un sorta di "elica" che può, fungendo da tappo, far risuonare o meno il suono. Ogni fila di tasti ha la sua fila di eliche che ruotano grazie a un motore elettrico a velocità controllabile. Questo congegno varia l'intensità del suono emesso in relazione alla velocità del motore, generando l'effetto tremolo.
Un pedale di smorzamento simile a quello presente sul pianoforte consente all'esecutore di intervenire sulla lunghezza della nota prodotta. Il suono caldo di questo strumento lo rende molto adatto alla musica jazz.
I vibrafoni tradizionali hanno un'estensione di tre ottave, ma esistono modelli con estensione di quattro ottave.
Il vibrafono ha molte caratteristiche comuni con lo xilofono, nel quale i tasti sono però in legno ma senza amplificazione, e con la marimba, che ha sempre i tasti in legno, ma nella parte inferiore porta delle zucche svuotate che hanno il compito di amplificare il suono.
Oltre che nel jazz e nella musica leggera, il vibrafono ha avuto larga diffusione anche nella musica del Novecento e contemporanea. Tra i primi grandi compositori a farne uso in orchestra, Alban Berg nell'opera Lulu e, in Italia, Luigi Dallapiccola nei Canti di prigionia e Alfredo Casella nella Missa solemnis pro pace..
I musicisti che hanno suonato il vibrafono sono: Larry Bunker, Teddy Charles, Victor Feldman, Terry Gibbs, Milt Jackson, Mike Mainieri, Vincent Montana Jr., Frank Ricotti.